# Pleuroptya pauperalis
Pleuroptya pauperalis là một loài bướm đêm trong họ Crambidae.